# Epilissus cuprarius
Epilissus cuprarius là một loài bọ cánh cứng trong họ Bọ hung (Scarabaeidae).